# Livre d’artiste
Livre d’artiste — направление французского искусства, возникшее в начале XX века, в основном, благодаря усилиям Амбруаза Воллара. Знаменитый галерист, маршан и издатель, используя книжную форму в соединении с графическими работами известных художников, создал по сути новый жанр, который стал одной из предтеч российского феномена книга художника. Воллар задумал и воплотил в жизнь целый ряд высокохудожественных изданий. Он привлёк к этой работе многих известных художников-живописцев, не знакомых с канонами книжной иллюстрации. В проекте были задействованы такие великие мастера, как, Боннар, Арп, Миро, Шагал, которые иллюстрировали стихи не менее известных французских авторов Малларме, Верлена, Бальзака. И сегодня их иллюстрации стали образцами книгоиздательского дела. Воллар стремился добиться совершенства в полиграфическом исполнении книг. По его заказам для каждой книги изготавливалась специальная бумага с водяными знаками, дублирующими название. К каждому изданию подбирался старинный наборный шрифт. Иллюстрации печатались на офортных и литографских станках первоклассными мастерами-печатниками. Переплёт и футляры делались вручную в лучших переплётных мастерских. Тираж книг был очень небольшим, каждая книга стоила баснословно дорого. Впоследствии идеи Воллара были продолжены известными арт-дилерами Канвейлером, Терриадом и другими, которые привлекли к своим проектам таких художников, как Пабло Пикассо и Анри Матисс.
Позже к livre d’artiste стали причислять и другие высокохудожественные издания, которые появились в то же время параллельно деятельности Воллара в других странах. Например, книгу стихов и литографий Василия Кандинского «Звуки», изданную в Мюнхене в 1913 году.
Также к livre d’artiste относятся книги, непосредственно созданные художником: обложка, рисунки и тексты выполненные самим художником. Первенство среди таких авторов принадлежит, в том числе, художницам Русского Зарубежья: Наталье Гончаровой, Александре Экстер и Александре Прегель.